# Потью
Потью (Потъю) — река в России, течет по территории Усть-Куломского и Корткеросского районов Республики Коми. Берёт начало у горы Потчурк и течёт на юго-запад в лесистой, ненаселённой местности; в среднем и нижнем течении берега реки заболочены. Устье Потью находится в 81 км по левому берегу реки Нившера. Длина реки составляет 75 км.

## Притоки
- 25 км: Ягъёль
- 46 км: Лунвож
- 57 км: Расвож

## Данные водного реестра
По данным государственного водного реестра России относится к Двинско-Печорскому бассейновому округу, водохозяйственный участок реки — Вычегда от истока до города Сыктывкар, речной подбассейн реки — Вычегда. Речной бассейн реки — Северная Двина.
Код объекта в государственном водном реестре — 03020200112103000016910.